# ブラック・フランシス

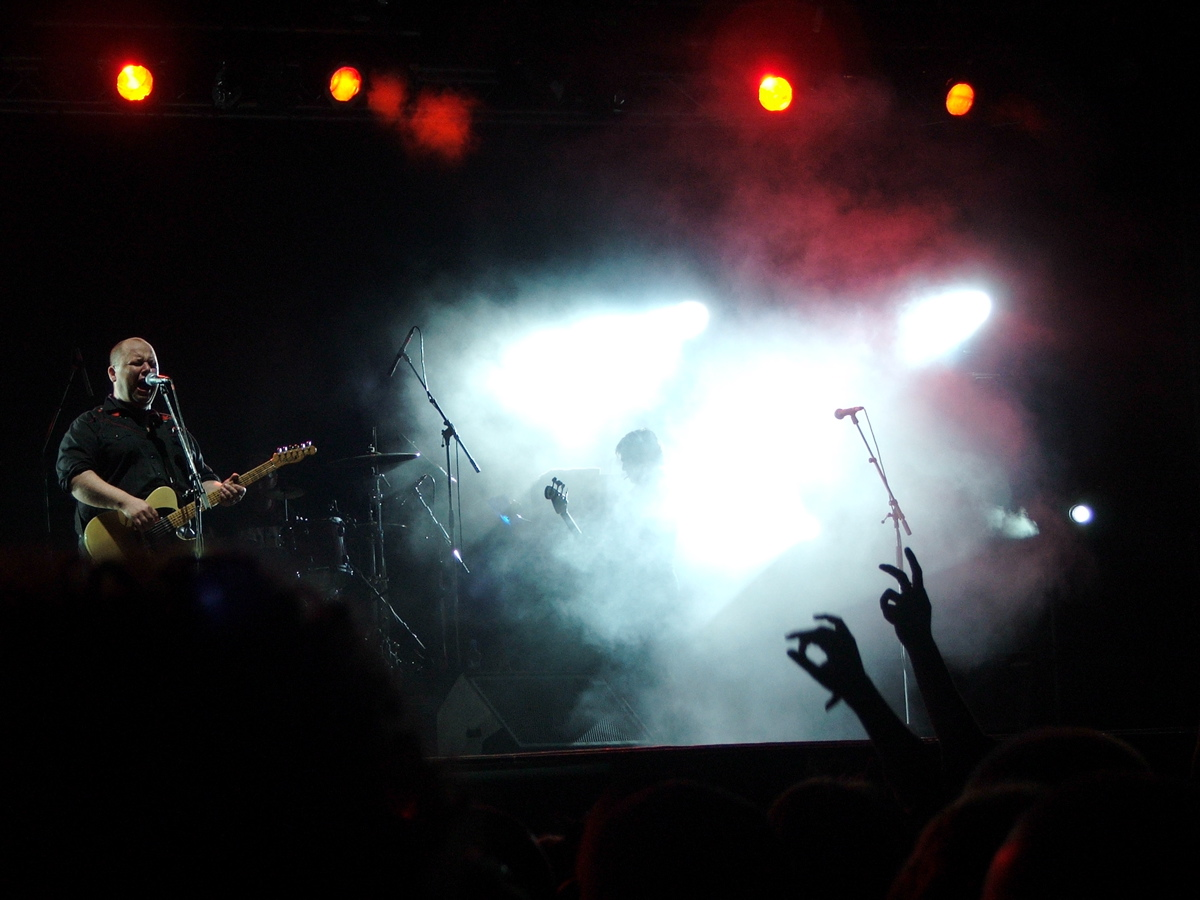
スロヴァキアにて（2006年）

ブラック・フランシス（Black Francis、出生名：チャールズ・マイケル・キットリッジ・トンプソン4世 Charles Michael Kittridge Thompson IV 1965年4月6日 - ）は、アメリカ合衆国のミュージシャン、シンガーソングライター。ロックバンド、ピクシーズのフロントマンとして最もよく知られる。1993年のバンド解散以降はフランク・ブラック（Frank Black）名義でソロ活動を開始した。

## 来歴

### 生い立ち
1965年にボストンにて生まれる。父はバーの経営者であり、レストランやバーの経営について学ぶためフランシスが生まれたばかりの頃にロサンゼルスに引っ越した。両親は1960年代のフォークロックのファンであり、その影響でフランシスも10代前半でギターを弾き始める。両親はフランシスが小学1年次に2度別居し、12歳の時に継父と母と共に教会に通うようになり、そのときの経験がピクシーズの歌詞に生かされるようになる。

### 大学時代
1983年に高校を卒業した後、フランシスはマサチューセッツ大学アマースト校に進学し人類学を専攻する。のちにピクシーズのギタリストとなるジョーイ・サンティアゴとルームメイトになる。サンティアゴはフランシスに'70年代のパンク・ロックやデヴィッド・ボウイを紹介し、一緒に演奏するようになる。フランシスは大学でスペイン語の単位を落とした後に大学を中退し、ボストンに戻る前にサンティアゴに手紙を書きバンド結成を提案した。

### ピクシーズでの活動
サンティアゴと共にボストンに戻った後、フランシスは早速作曲に取り組み、1986年1月にピクシーズを結成した。その1週間後、新聞のバンドメンバー募集記事を読んだキム・ディールがベーシストとして加入。その後ドラマーにディールの夫の勧めでデイヴィッド・ラヴァリングが続き、バンドの原形が整った。1987年に18曲入りのデモテープ『The Purple Tape』を制作し、バンドは4ADと契約。同年のミニアルバム『カム・オン・ピルグリム』でデビューを果たした。ピクシーズは1991年までに4枚のアルバムを発表し、1992年に解散。翌1993年に解散が正式に発表された。

### ソロ活動と新バンド
フランシスはピクシーズが解散した1992年の終わり頃からソロアルバムの制作を開始した。1993年3月にフランク・ブラック名義でアルバム『Frank Black』をリリースしソロデビューを果たし、翌1994年3月にも2ndアルバム『Teenager of the Year』をリリースし、プレスからの厚い支持を集めた。1995年にそれまで所属していた4ADとエレクトラ・レコードを離れ、1996年にアメリカン・レコーディングスより3rdアルバム『The Cult of Ray』をリリースした。1997年には新バンド、フランク・ブラック&ザ・カソリックスを結成。アルバムのレコーディングは2日間で終わったものの、所属レーベルとの紛糾により発売延期を余儀なくされる。翌1998年にセルフタイトルのデビューアルバム『Frank Black and the Catholics』をスピンアート・レコードよりリリース。バンドは6枚のアルバムを発表した。

### ピクシーズ再結成、ソロ活動再開
かねてからピクシーズ再結成の噂が流れていたが、2003年の暮れに再結成ツアーのためにリハーサルを行っていると非公式に発表された。ピクシーズは2004年4月からツアーを開始し、北米とヨーロッパで演奏を行った。2005年にスティーヴ・クロッパーを初めとしたセッションミュージシャンらと共に制作したソロアルバム『Honeycomb』をリリース、翌2006年には同じセッションメンバーと制作した2枚組アルバム『Fast Man Raider Man』をリリースした。2007年に自身の10年のソロキャリアを総括するコンピレーション・アルバム『Frank Black 93–03』を発表。同年にブラック・フランシス名義でソロ活動を始め、9月にアルバム『Bluefinger』をリリースした。2008年には新バンド、グランド・ダッチーを結成し、2009年2月にアルバム『Petit Fours』でデビューした。2010年にフランシスはシンガーソングライターのリード・ペイリーとペイリー&フランシスを結成し、2011年10月にセルフタイトルアルバム『Paley & Francis』でデビュー。ツアーで全米を回った。
2012年にはピクシーズとしての作品制作も本格的に始動し、2013年から2014年にかけて3枚のEPである『EP1』、『EP2』、『EP3』を発表し、2014年4月にピクシーズとしては約22年半ぶりとなる5枚目のアルバム『インディ・シンディ』を発表した。

## 作品

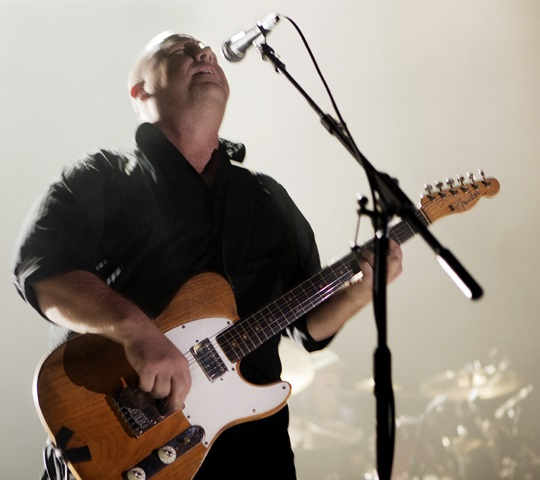
2009年10月撮影

### フランク・ブラック名義
- Frank Black （1993年）
- Teenager of the Year （1994年）
- The Cult of Ray （1996年）
- Oddballs （2000年） ※編集盤
- Frank Black Francis （2004年）
- Honeycomb （2005年）
- Fast Man Raider Man （2006年）
- Christmass （2007年） ※編集盤

### フランク・ブラック&ザ・カソリックス
- Frank Black and the Catholics （1998年）
- Pistolero （1999年）
- Dog in the Sand （2001年）
- Black Letter Days （2002年）
- Devil's Workshop （2002年）
- Show Me Your Tears （2003年）

### ブラック・フランシス名義
- Bluefinger （2007年）
- Svn Fngrs EP （2008年）
- The Golem （2010年）
- NonStopErotik （2010年）
- Abbabubba （2011年） ※編集盤

### ペイリー&フランシス
- Paley & Francis （2011年）